# Лука Няга
Лука Няга (на румънски: Luca Anastasie Neaga, на руски: Лука Анастасьевич Няга) е руски дипломат и историк от румънски произход.

## Биография
Роден е в 1833 година в Кишинев във видно семейство на свещеник. През 1857 година завършва семинария и е приет в гимназия. До 1863 година заема длъжности в Бесарабската правителствена дирекция. Уи в университета в Санкт Петербург. Постъпва на руска дипломатическа служби и е чиновник в Азиатския отдел. Работи като преводач (драгоман) на руското консулство в Яш и оставя няколко интересни ръкописи -  История на Дунавските княжества в близкото минало и съвременността, завършена през пролетта на 1868 година, любопитна кореспонденция с Михаил Д. Воеводски, съветник в Азиатския отдел на Министерството на външните работи на Русия, отговарящ за специалните мисии, бележки, посветен на Руско-турската война от 1877-1878 година. Въпреки руската си служба Няга е на румънски националистически позиции и е привърженик на новосъздадената румънска национална държава чрез двойния избор на Александру Йоан Куза за владетел на Обединените княжества. От 1878 година е драгоман в Румъния. След това е консул в Солун, консул на остров Крит и в Смирна. От 1880 до 1881 година е руски вицеконсул в Битоля. През 1902 година подава оставка.
Умира на 16 август 1908 година в Бесарабия.